# Svetsloppa

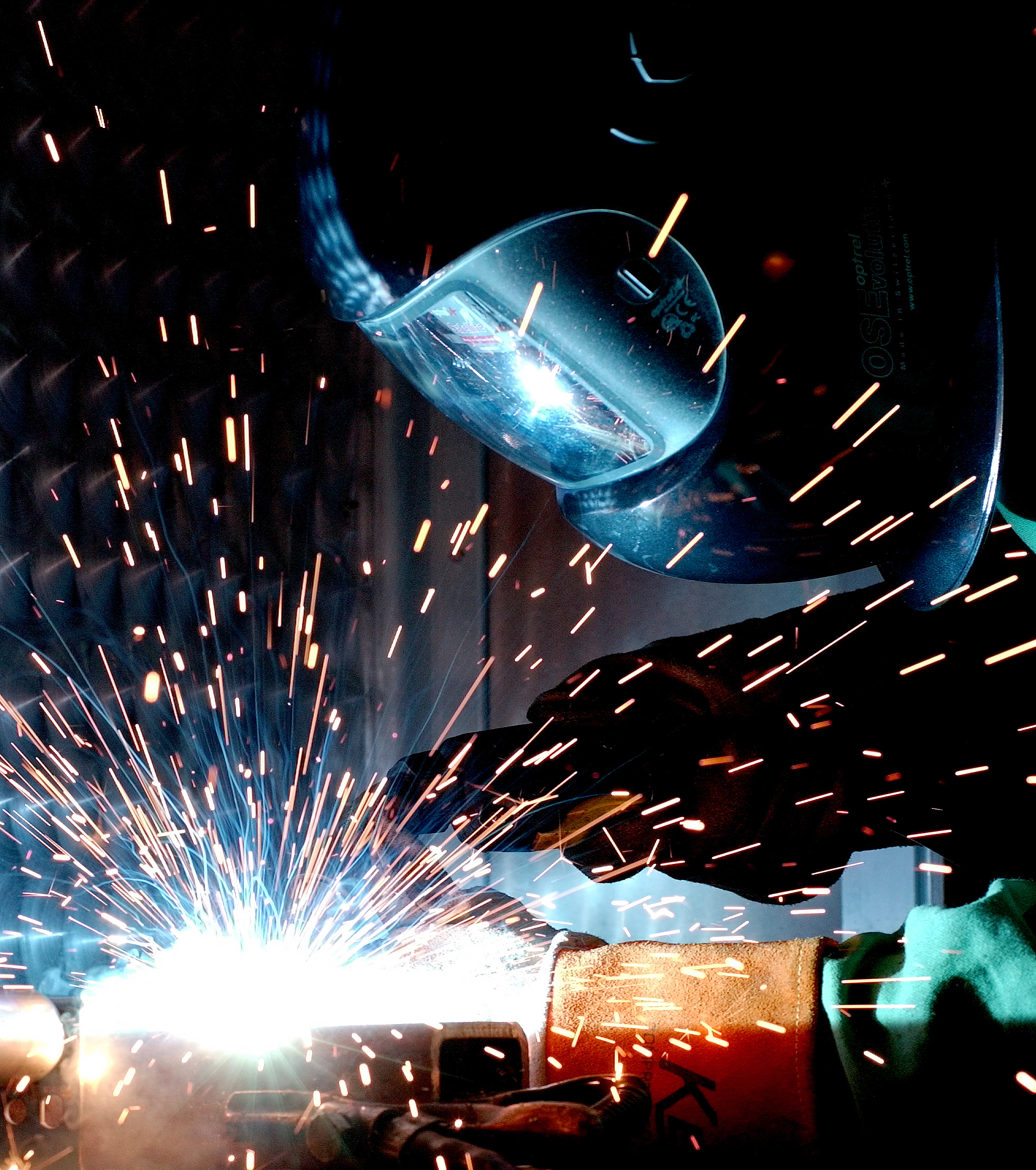
Svetsloppor

En svetsloppa är vad man kallar ett grovt stänk som uppstår vid svetsning. När man svetsar (inte TIG-svetsning) uppstår alltid ett visst stänk på grund av att den energi som frigörs i svetsflamman kastar iväg delar av metallen. Då smälttemperaturen för järn ligger vid 1530oC är detta stänk mycket varmt, men eftersom delarna har en diameter på bara någon tiondels millimeter, kyls de oftast av innan de når underlaget man står och svetsar på. Men då och då kan det hända att delarna som slungas iväg är betydligt större. Dessa kan ligga och glöda i ett tiotal sekunder efter att de kastats iväg och kan därför antända brännbara material i omgivningen. Stora loppor kan även, när de når underlaget, slås itu i hundratals små glödande loppor som kan leta sig in bland brännbara material och orsaka brand. Fartyget Emma Maersk antändes under byggnadsarbetet av en svetsloppa. Branden som försenade bygget ett par månader orsakade skador för hundratals miljoner kronor.